# Az új fiú
Az új fiú (The New Guy) 2002-es amerikai tinivígjáték, melyet Ed Decter rendezett. A főbb szerepekben DJ Qualls, Eliza Dushku, Zooey Deschanel és Eddie Griffin látható, valamint számos híresség tűnik fel cameoszerepekben.
Egy népszerűtlen középiskolás fiú a sorozatos iskolai megaláztatások miatt egy másik iskolában próbál szerencsét – új, menő identitást öltve magára. Hamarosan azonban rá kell jönnie, hogy múltja elől nem menekülhet.
Az Amerikai Egyesült Államokban 2002. május 10-én mutatták be a Columbia Pictures forgalmazásában. A film lesújtó kritikákat kapott, de a jegypénztáraknál viszonylag jól teljesített.

## Cselekmény
A film elején Luther, egy börtönben lévő elítélt kezdi elmesélni a nézők által nem látható barátjának Dizzy Gillespie Harrison történetét. Dizzy tizennyolc éves, népszerűtlen középiskolás a texasi Austinban. Gyermekkori barátaival, Norával, Kirkkel és Glennel egy funk-rock együttesben zenélnek. Középiskolájukban, a Rocky Creek High Schoolban Dizzyt naponta érik zaklatások. Egy különösen megalázó incidens során Dizzy ismerkedni próbál a vonzó és népszerű Tinával. A lány sportoló barátai az egész iskola szeme láttára megszégyenítik Dizzyt, akinek végül egy idős könyvtárosnő eltöri a péniszét. Dizzyt ezután tévesen Tourette-szindrómával diagnosztizálják. A gyógyszerek és korábbi rossz élményei miatt kiborulva botrányt csinál a helyi plázában, ezért börtönbe kerül.
A börtönben Dizzy találkozik a vagány, mindenki által rettegett rabbal, Lutherrel és kiderül, sok közös vonásuk van. Luther korábban szintén bántalmazták (bár őt a börtönben, nem egy középiskolában). Egy új börtönbe átkerülve azonban megtanult „menőnek” lenni és tudását Dizzynek is hajlandó átadni. Luther tanácsára Dizzy kirúgatja magát régi iskolájából és a börtön dolgozóinak és lakóinak segítségével látványos külső-belső átalakuláson megy át. Gil Harris néven beiratkozik az East Highland High középiskolába. Egy impozáns belépő után (a Con Air – A fegyencjárat című filmet kiparodizálva Gil egy börtönjárműből száll ki, fegyveres őrök kíséretében, bilincseket és láncokat viselve) megveri az iskola ellenszenves vezéralakját, Connert, ezzel lenyűgözve új iskolájának tanulóit.
Conner barátnője, a pomponlány Danielle és barátnői meghívják Dizzyt egy házibuliba. Itt a véletlenek egybeesése miatt mindenki számára úgy tűnik, Dizzy visszautasította egy hírhedten könnyűvérű pomponlány, Courtney közeledését. Később Danielle kérésére az immár népszerűnek számító Dizzy Patton tábornoknak öltözve egy szenvedélyes motiváló beszéddel segít az iskola amerikaifutball-csapatának megnyerni egy versenyt (amire évek óta képtelenek voltak). Nora szembesíti Dizzyt azzal, hogy népszerűsége a fejébe szállt és semmiben nem különbözik azoktól, akik korábban zaklatták. Dizzy a befolyását kihasználva egyesíti az iskola addig megosztott tanulóit, fellépve mások elnyomása és bántalmazása ellen. Eközben Danielle-lel is egyre közelebb kerülnek egymáshoz. Az iskolai futballcsapat bejut a döntőbe, ahol Dizzy régi iskolája, a Rocky Creek ellen kell megmérkőzniük. Bár megnyerik a versenyt, a csapatkapitány, Barclay felismeri a William Wallace-nak öltözött Dizzyt és később konfrontálódik vele Dizzy új iskolájában. Az eset után Conner megkéri Barclayt, meséljen el neki mindent Dizzyről.
Egy iskolai bálon Dizzy együttese lépne fel, de a Rocky Creek tanulói megszakítják a műsort. Barcley és Conner levetítik a megalázó könyvtári videót Dizzyről, felfedve a fiú valódi kilétét a megdöbbent és feldühödött diákok előtt. Luther és a többi elítélt a börtönőrök kíséretében a helyszínre érkezik és megmenti Dizzyt. Nora bevallja Glennek iránta érzett és régóta titkolt romantikus érzéseit. Danielle elmeséli Dizzynek, hogy korábban ő is népszerűtlen volt. Dizzyhez hasonlóan magára vett egy új, a korábbinál népszerűbb szerepet, mert meg akart felelni mások elvárásainak. A lány megbocsát Dizzynek hazugságaiért és együtt lovagolnak el a naplementében.
A film végén kiderül, hogy Luther a film elejétől kezdve David Hasselhoffnak mesélte el a történetet.

## Szereplők
| Színész          | Szerep                              | Magyar hang         |
| ---------------- | ----------------------------------- | ------------------- |
| DJ Qualls        | Dizzy Gillespie Harrison/Gil Harris | Molnár Levente      |
| Eliza Dushku     | Danielle                            | Szénási Kata        |
| Eddie Griffin    | Luther                              | Kálloy Molnár Péter |
| Zooey Deschanel  | Nora                                | Nemes Takách Kata   |
| Lyle Lovett      | Bear Harrison                       | Magyar Attila       |
| Jerod Mixon      | Kirk                                | Szvetlov Balázs     |
| Parry Shen       | Glen                                | Simonyi Balázs      |
| Ameer Baraka     | Barclay                             | Papp Dániel         |
| Kina Cosper      | Estelle                             | Grúber Zita         |
| Ross Patterson   | Conner Maguire                      | Welker Gábor        |
| Geoffrey Lewis   | Zaylor igazgató                     | Fazekas István      |
| Kurt Fuller      | Mr. Undine                          | Várkonyi András     |
| Sunny Mabrey     | Courtney                            | Zsigmond Tamara     |
| Illeana Douglas  | Miss Kiki Pierce                    | Pálos Zsuzsa        |
| Justine Johnston | Mrs. Whitman                        | Kassai Ilona        |

### Cameoszerepek
A filmben számos színész, sportoló, illetve zenész tűnik fel egy-egy cameoszerep erejéig.
| Színész           | Szerep                   | Magyar hang     |
| ----------------- | ------------------------ | --------------- |
| Jerry O’Connell   | ikerpár tagja            | Selmeczi Roland |
| Charlie O’Connell | ikerpár tagja            | Dévai Balázs    |
| Vanilla Ice       | zenebolti eladó          | Hamvas Dániel   |
| Tony Hawk         | önmaga                   | Moser Károly    |
| David Hasselhoff  | önmaga                   | Forgács Péter   |
| Tommy Lee         | önmaga                   | Láng Balázs     |
| Kool Moe Dee      | Tedd, seriff a börtönben | Albert Gábor    |
| Horatio Sanz      | tánctanár elítélt        | Bodrogi Attila  |
| Henry Rollins     | seriff a börtönben       | Várkonyi András |
| Henry Rollins     | seriff a börtönben       | Csuha Lajos     |
| Josh Todd         | Rudy, elítélt            | Seder Gábor     |
| Josh Todd         | Rudy, elítélt            | Kapácsy Miklós  |
| Jai Rodriguez     | Jose, meleg elítélt      | Láng Balázs     |
| Jermaine Dupri    | seriff a börtönben       | Kapácsy Miklós  |
| M. C. Gainey      | Clem, elítélt            | Barbinek Péter  |
| Kyle Gass         | Mr. Luberoff             | Kajtár Róbert   |
| Gene Simmons      | tiszteletes              | Vári Attila     |
| James Brown       | önmaga (archív felvétel) | eredeti hangon  |

## Rendezői változat
A film 92 perces rendezői változata egyelőre csak az Amerikai Egyesült Államokban jelent meg kereskedelmi forgalomban. Ez a változat számos kihagyott, illetve új jelenetet tartalmaz. Kiderül például, hogy Dizzyt gyermekkorában elhagyta az édesanyja. A film vége felé Miss Kiki Pierce, Dizzy pszichológusa romantikus kapcsolatba kerül Dizzy apjával és a fiú mostohaanyja lesz.

## Fogadtatás

### Kritikai visszhang
A film lesújtó kritikákat kapott. A Rotten Tomatoes weboldalon 97 kritika alapján 7%-os értékelést ért el, az alábbi összefoglalással: „Összefüggéstelen, ostoba és eredetiség nélküli; Az új fiú ugyanazokat a régi visszataszító tinivígjátékos kliséket nyújtja”. A Metacritic-en a film 23 kritika alapján „általában kedvezőtlen” kritikai fogadtatásban részesült. A The New York Times kritikusa a filmmel kapcsolatban azt írta, hogy „Az új fiúnak van szíve. Bárcsak agya is lenne.” Derek Armstrong, az AllMovie kritikusa egy csillagra értékelte és „az elmúlt évek egyik legbutább és legkevésbé eredeti tini-vígjátékának” nevezte a filmet.

### Bevételi adatok
A negatív kritikák ellenére a film viszonylag jól teljesített a jegypénztáraknál. A 13 millió dollárból készült film világszerte 31,1 millió dolláros bevételt termelt.

## A film zenéje
1. Mystikal – The New Guy – 02:50
2. Simple Plan – I'm Just a Kid – 03:14
3. Eve 6 – You Really Got Me – 02:11
4. Juvenile – Keep the Party Goin' – 03:45
5. Outkast – So Fresh, So Clean – 03:58
6. Green Day – Outsider – 02:17
7. B2K – Uh Huh – 03:10
8. Rehab – So Dizzy – 04:16
9. OPM – Breakout – 03:06
10. Wheatus – Dark Side – 03:26
11. Nine Days – I Love You – 04:08
12. Vertical Horizon – Heart in Hand – 04:41
13. JT Money – Hi-Lo – 03:26
14. SR-71 – Let It Whip – 03:53

## Fordítás
- Ez a szócikk részben vagy egészben  a   The New Guy című angol Wikipédia-szócikk fordításán alapul.  Az eredeti cikk szerkesztőit annak laptörténete sorolja fel. Ez a jelzés csupán a megfogalmazás eredetét és a szerzői jogokat jelzi, nem szolgál a cikkben szereplő információk forrásmegjelöléseként.